# Nagasaki (Tokio)
Nagasaki (jap. 長崎町 Nagasaki-machi) war eine Stadt im Landkreis Nord-Toshima der japanischen Präfektur Tokio, davor ein Dorf im Landkreis Toshima der vormodernen Provinz Musashi. 1932 wurde sie in die Stadt Tokio eingemeindet, nach deren Auflösung 1943 gehört das Gebiet zum Bezirk Toshima. Die Stadt Nagasaki erstreckte sich in das Gebiet der heutigen Stadtteile Kanamechō, Senkawa, Chihaya, Nagasaki und Minami-Nagasaki („Süd-Nagasaki“) sowie kleinere Teile umliegender Stadtteile.

## Geographie
Nagasaki lag nordwestlich von Edo am Ostrand des Musashino-Plateaus in der Kantō-Ebene. Durch das Stadtgebiet flossen der Yabata und der Senkawa-Kanal.

## Geschichte
Mündlicher Überlieferung nach geht der Name des Dorfes Nagasaki auf die Familie Nagasaki aus der Provinz Izu zurück: demnach übernahm in der späten Kamakura-Zeit Nagasaki Takashige das Gebiet als Lehen; aber es existieren keine Dokumente, die diese Überlieferung bestätigen.
Als moderne Dorfgemeinde (mura) im Landkreis Nord-Toshima wurde Nagasaki im Zuge der Einführung der Gemeinden in der frühen Meiji-Zeit eingerichtet. Sie vereinigte mehrere Dörfer der Umgebung und gliederte sich in die Ortsteile (ōaza) Nagasaki und Ochiai. 1899 wurde das Rathaus im Ortsteil Nagasaki fertiggestellt. Im Oktober 1926, wenige Monate nachdem die Kreisverwaltung im Zuge der Abschaffung der Landkreise aufgelöst worden war, wurde Nagasaki zur (kreisangehörigen) Stadt (machi) erhoben.
Für das seit der Meiji-Restauration rasch wachsende Tokio entwickelten sich in Nagasaki wie in vielen westlichen Vororten Wohngebiete. 1932 wurde die Stadt bei der Vergrößerung des Stadtgebiets von Tokio eingemeindet und dort Teil des neuen Stadtbezirks Toshima.

## Wirtschaft
Abgesehen vom Geschäftsviertel von Shiinamachi war Nagasaki zunächst vorwiegend landwirtschaftlich geprägt.
1918 gründete Hashimoto Masujirō in Nagasaki die K.K. (Aktiengesellschaft, engl. Company, Limited) Kaishinsha (engl. Kwaishinsha), den Vorläufer von Nissan Jidōsha (engl. Nissan Motors), das als Einzelunternehmen seit 1911 seinen Sitz in der Stadt Shibuya im Landkreis Toyotama gehabt hatte.

## Verkehr
Die Musashino Tetsudō, Vorläufer der Seibu Tetsudō, eröffnete 1915 den Bahnhof Higashi-Nagasaki an der Seibu Ikebukuro-Linie.
Historische Hauptstraßen in Nagasaki waren der Kiyoto-michi (清戸道; entspricht hier der heutigen Mejiro-dōri), der Edo mit Kiyoto im heutigen Kiyose verband, und der Nagahashi-michi (?, 長橋道; heutige Yamate-dōri). An der Abzweigung der beiden Straßen entstand Shiinamachi als Wegstation.